# کبک‌های کاکل‌پری
کبک‌های کاکل‌پری یا تذروقرقاول‌ها (نام علمی: Tetraophasis) نام یک سرده از تیره قرقاولان است.

## گونه‌ها
- کبک کاکل‌پری ورو (Tetraophasis obscurus)
- کبک کاکل‌پری شچنی (Tetraophasis szechenyii)